# Cleo Laine
Cleo Laine (ur. 28 października 1927 w Southall, zm. 24 lipca 2025) – brytyjska wokalistka jazzowa i aktorka.
Urodzona jako Clementine Dinah Bullock. Pierwszą piosenkę zaśpiewała w 1940 w filmie Złodziej z Bagdadu. Swoją karierę rozpoczęła na początku lat 50. W 1976 nagrała wraz z Rayem Charlesem operę George’a Gershwina Porgy and Bess. Wystąpiła w wielu filmach i spektaklach teatralnych.